# リトル・ドラマー・ガール
『リトル・ドラマー・ガール』（The Little Drummer Girl）は、イギリスの作家、ジョン・ル・カレが1983年に発表したスパイ小説。1984年に映画化され、2018年にテレビドラマ化された。

## 概要
ある夜、コーンウォールにひとりでいたル・カレは、ロイヤル・シェイクスピア劇団の『空騒ぎ』の巡業公演を見に出かけた。異母妹のシャーロット・コーンウェルが出演していたためであった。そのときル・カレは、過激な思想をもつ若い女優がサーカスから勧誘を受けテロ組織に潜入する、すなわち〝現実劇場〟での役を与えられるというプロットを思いつく。彼はコーンウェルにアドバイザーになってもらえないかと頼み、コーンウェルは急進的な政治との関わりについて話した。それからしばらくしてル・カレは、サーカスをイスラエルの諜報機関に変更、潜入先の舞台もパレスチナに変えた。執筆のためル・カレは中東を何度も訪問。イスラエルのネゲヴ砂漠の刑務所に収監されていたブリギッテ・シュルツや、PLO議長のヤーセル・アラファートへの取材も行っている。
『リトル・ドラマー・ガール』は1983年にまずアメリカで刊行された。クノップフ社で出版前に3度増刷され、結局40万部となった。また、同社の1日あたりの最高販売数（5万9,000部）を記録した。発売と同時にアメリカのベストセラー1位に輝いた。数週間後、本国イギリスでも出版された。

## 映画
1984年10月公開。制作国はアメリカ合衆国。配給はワーナー・ブラザース。監督はジョージ・ロイ・ヒル。脚本はローリング・マンデル、ジョン・ル・カレ。音楽はデイヴ・グルーシン。
出演はダイアン・キートン、クラウス・キンスキー、サミー・フレー、ヨルゴ・ヴォヤギスなど。ル・カレも私服警官役でカメオ出演している。
キートンが演じたことから、主人公は20代のイギリス人から30代のアメリカ人に変更された。ル・カレは当初、チャーリィ役に前述のシャーロット・コーンウェルを推していたと言われている。ル・カレはロイ・ヒルにシャーロットを紹介し、ロイ・ヒルは彼女を気に入ったものの、主役には大スターをあてるというスタジオの意思が最優先された。

## テレビドラマ
BBCスタジオとAMCスタジオが制作した。2018年10月28日から年12月2日にかけてイギリスのBBC Oneで放映された。全6回。監督はパク・チャヌク。チャーリィにはフローレンス・ピューが扮した。日本では2019年7月13日からWOWOWで全8話に編集されて『リトル・ドラマー・ガール 愛を演じるスパイ』のタイトルで放映された。

## 日本語訳
- ジョン・ル・カレ 著、村上博基 訳『リトル・ドラマー・ガール』早川書房、1983年11月。
- ジョン・ル・カレ 著、村上博基 訳『リトル・ドラマー・ガール <上><下>』ハヤカワ文庫、1991年12月11日。